# العلاقات الأوزبكستانية المارشالية
العلاقات الأوزبكستانية المارشالية هي العلاقات الثنائية التي تجمع بين أوزبكستان وجزر مارشال.

## مقارنة بين البلدين
هذه مقارنة عامة ومرجعية للدولتين:
| وجه المقارنة                                              | أوزبكستان       | جزر مارشال                     |
| --------------------------------------------------------- | --------------- | ------------------------------ |
| المساحة (كم2)                                             | 448.98 ألف      | 181                            |
| عدد السكان (نسمة)                                         | 32.39 مليون     | 53.13 ألف                      |
| الكثافة السكانية (ن./كم²)                                 | 72.14           | 29.35 ألف                      |
| العاصمة                                                   | طشقند           | ماجورو                         |
| اللغة الرسمية                                             | اللغة الأوزبكية | لغة إنجليزية، اللغة المارشالية |
| العملة                                                    | سوم أوزبكستاني  | دولار أمريكي                   |
| الناتج المحلي الإجمالي (بليون دولار)                      | 48.72 مليار     | 199.40 مليون                   |
| الناتج المحلي الإجمالي (تعادل القوة الشرائية) بليون دولار | 190.50 مليار    | 207.25 مليون                   |
| الناتج المحلي الإجمالي الاسمي للفرد دولار أمريكي          | 2.13 ألف        | 3.38 ألف                       |
| الناتج المحلي الإجمالي للفرد دولار أمريكي                 | 5.57 ألف        | 3.80 ألف                       |
| مؤشر التنمية البشرية                                      | 0.675           |                                |
| رمز المكالمات الدولي                                      | +998            | +692                           |
| رمز الإنترنت                                              | .uz             | .mh                            |
| المنطقة الزمنية                                           | ت ع م+05:00     | ت ع م+12:00                    |

## منظمات دولية مشتركة
يشترك البلدان في عضوية مجموعة من المنظمات الدولية، منها:
| علم المنظمة | اسم المنظمة                   | تاريخ انضمام أوزبكستان | تاريخ انضمام جزر مارشال |
| ----------- | ----------------------------- | ---------------------- | ----------------------- |
|             | البنك الدولي للإنشاء والتعمير | 21 سبتمبر 1992         | 21 مايو 1992            |
|             | بنك التنمية الآسيوي           | 1995                   | 1990                    |
|             | يونسكو                        | 26 أكتوبر 1993         | 30 يونيو 1995           |
|             | الاتحاد الدولي للاتصالات      | 10 يوليو 1992          | 22 فبراير 1996          |
|             | مؤسسة التمويل الدولية         | 30 سبتمبر 1993         | 23 سبتمبر 1992          |
|             | منظمة الشرطة الجنائية الدولية | ?                      | ?                       |
|             | الأمم المتحدة                 | 2 مارس 1992            | 17 سبتمبر 1991          |
|             | مؤسسة التنمية الدولية         | 24 سبتمبر 1992         | 19 يناير 1993           |
|             | منظمة حظر الأسلحة الكيميائية  | ?                      | ?                       |

## وصلات خارجية
- موقع وزارة الخارجية الأوزبكستانية